# 岡山県立新見北高等学校
岡山県立新見北高等学校（おかやまけんりつ にいみきたこうとうがっこう）は、かつて岡山県新見市にあった岡山県立の高等学校。岡山県立新見高等学校と合併して同校北校地となり、2007年（平成19年）に閉校した。

## 学科
- 農畜産科
- 土木科
- 電子機械科
- 商業科

## 沿革
- 1926年（大正15年）11月22日 「組合立岡山県新見農林学校」設立認可。
- 1927年（昭和2年）4月14日 開校式及び第１回入学式挙行。
- 1928年（昭和3年）3月13日 県営移管　「岡山県立新見農林学校」設置認可。
- 1948年（昭和23年）4月1日 学制改革により「岡山県立新見農業高等学校」と改称。
- 1949年（昭和24年）9月1日 高等学校再編成により岡山県立新見高等学校と統合し、「岡山県立新見高等学校北校舎」と改称。
- 1953年（昭和28年）4月1日 分離独立し、「岡山県立新見農業高等学校」と改称。
- 1962年（昭和37年）4月1日 「岡山県立新見農工高等学校」と改称。
- 1977年（昭和52年）4月1日 新見市立商業高等学校を合併して商業科を設置。「岡山県立新見北高等学校」と改称。
- 2005年（平成17年）4月1日 生徒募集を停止。新しい岡山県立新見高等学校への統合開始。
- 2007年（平成19年）3月 「新見北高等学校」閉校。岡山県立新見高等学校と統合し、新見高校北校地となる。

なお、岡山県教育委員会が2018年度に策定した「県立高校教育体制整備実施計画」では県内に複数ある複数校地の解消が計画されており、北校地（旧新見北高の校地）の機能を南校地に集約する方向で調整している。

## 所在地
新見市新見1994

## 著名な卒業生
- 真壁剛 - 元・陸上競技選手（カネボウ陸上競技部、黒崎播磨陸上競技部）、現・ 黒崎播磨陸上競技部コーチ
- 石垣正夫 - 新見市長、新見農業高等学校卒